# Lorene Rogers
Lorene Lane Rogers (Prosper, 3 de abril de 1914 – Dallas, Texas, 11 de enero de 2009) fue una bioquímica estadounidense y educadora que ejerció como la vigesimoprimera presidenta de la Universidad de Texas en Austin. Ha sido descrita como la primera mujer en los Estados Unidos en dirigir una importante universidad de investigación.

## Primeros años y educación
Rogers nació el 3 de abril de 1914 en Prosper, Texas, Estados Unidos, como Lorene Lane. Recibió su bahillerato de la North Texas State Teachers College (ahora Universidad del Norte de Texas), con especialización en inglés. Conoció a su esposo, Burl Gordon Rogers, cuando era universitaria. Su esposo fue un químico. Después de graduarse de la universidad, Burl Rogers se convirtió en maestro de escuela. Se graduó de la Universidad del Norte de Texas en 1935 con una licenciatura en Química y enseñó en la Universidad de Texas hasta aproximadamente 1940. Por aquel entonces, aceptó un trabajo de una compañía química, el General Aniline Works, en Linden, Nueva Jersey, donde, en 1941, murió a causa de una explosión en un laboratorio.
En una época en que la bioquímica era un «campo en el que prevalecían los hombres», Rogers decidió seguir los pasos de su esposo, con el pensamiento de «si a él le gustaba tanto la química, ella también quería seguirla». Obtuvo una maestría y un doctorado en Bioquímica de la Universidad de Texas en Austin y enseñó en Sam Houston State College (ahora Sam Houston State University) antes de regresar a Austin, Texas.

## Carrera universitaria
Había sido investigadora en la Universidad de Texas en Austin, pero su solicitud para un puesto de profesora en 1962 fue rechazada a pesar de que ya había impartido cursos en el departamento de Química. Finalmente, se le otorgó un puesto como profesora de nutrición en el departamento de Economía doméstica de la universidad antes de convertirse en profesora titular, directora asistente de un instituto bioquímico, decana asociada de estudios de posgrado y vicepresidenta.
Fue nombrada como presidenta interina de mencionada universidad en septiembre de 1974, sucediendo a Stephen H. Spurr, quien fue destituido luego de ser el quinto presidente de la escuela por seis años. Se convirtió en presidenta en 1975, y fue descrita de diversas maneras como la primera mujer en ser presidenta de una importante universidad estatal. Los miembros de la facultad criticaron el nombramiento alegando que debieron haber estado involucrados en el proceso de selección, y hubo manifestaciones de protesta que fueron organizadas por la facultad y los estudiantes quienes exigían su renuncia. Rogers y la Junta de Regentes fueron objeto de una demanda de 1975 presentada por Philip L. White y otros siete profesores de la Universidad de Austin, quienes afirmaron que se les había negado el aumento de salario como parte de un esfuerzo por reprimir su disidencia, en violación de la Primera Enmienda a la Constitución de los Estados Unidos. Fue presidenta de la universidad hasta 1979.
En una reseña de 1975, Rogers describió cómo ella «nunca había sido alguien que siguió hacia adelante y rasguñó las paredes tratando de subir su camino». Declaró que «no tenía planes ni ambiciones de convertirme en una mujer profesional. Si mi esposo hubiera vivido, probablemente hubiera sido ama de casa».
William C. Powers, presidente de la Universidad de Texas en Austin en 2009, la describió cómo «la primera y única mujer en ocupar el cargo de presidenta de la universidad, una posición que aceptó en circunstancias difíciles. Ella no tenía miedo de tomar decisiones difíciles».
Rogers se desempeñó como directora de Texaco de 1976 hasta 1989.
Falleció por causas naturales a los 94 años el 11 de enero de 2009, en Dallas.